# ERC–CatSí
Esquerra Republicana de Catalunya–Catalunya Sí (ERC-CatSí, 'Kataloniens republikanska vänster') är en valallians bildad 2011 av partier som förespråkar katalansk självständighet.

## Historik
ERC–CatSí har deltagit i parlamentsvalen i Spanien 2015 och 2016 samt i de regionala valen till Kataloniens parlament 2012 och 2017.
I det katalanska parlamentsvalet 2015 var man del av den större valkartellen Tillsammans för Katalonien (JuntsxCat).
Deltagande partier i ERC-CatSí har skiftat. I det katalanska nyvalet 2017 ingick följande partier:
- Kataloniens Republikanska Vänster (ERC)
- Katalonien Ja (CatSí)
- Vänsterrörelsen (MES)
- Kataloniens demokrater (DC)